# Reddyanus schwotti
Espèce
Reddyanus schwotti est une espèce de scorpions de la famille des Buthidae.

## Distribution
Cette espèce se rencontre en Thaïlande dans la province de Sa Kaeo et sur Ko Tao et au Cambodge dans la province de Kampot.

## Description
Le mâle holotype mesure 38,18 mm, le mâle paratype 37,70 mm et la femelle paratype 34,03 mm.

## Étymologie
Cette espèce est nommée en l'honneur de Petr Schwott.

## Publication originale
- Kovařík & Šťáhlavský, 2019 : « Revision of the genus Reddyanus from Southeast Asia, with description of five new species from Cambodia, Malaysia, Thailand and Vietnam (Scorpiones: Buthidae). » Euscorpius, no 295, p. 1-45 (texte intégral).